# IC 4873
IC 4873 је спирална галаксија у сазвјежђу Телескоп која се налази на листи објеката дубоког неба у Индекс каталогу.
Деклинација објекта је - 46° 8' 10" а ректасцензија 19h 34m 54,6s. Привидна величина (магнитуда) објекта IC 4873 износи 14,2 а фотографска магнитуда 15,0. IC 4873 је још познат и под ознакама ESO 283-8, IRAS 19313-4614, PGC 63382.